# Haifuki-ho
Haifuki-ho (en japonés: 灰吹法; literalmente "método de soplado de cenizas"), también conocido como método de separación de plomo y plata (en coreano: 연은분리법; Hanja: 鉛銀分離法), es un método de extracción de plata desarrollado durante la dinastía Joseon de Corea en el siglo XVI y posteriormente extendido a China y el Japón feudal.  El proceso industrial implicaba copelación y fue un factor que contribuyó a la gran cantidad de plata que tradicionalmente exportaba Japón.
Con el método Hai-Fuki-Ho, el mineral de cobre con plata se fundía con plomo y se dejaba secar. La plata del mineral de cobre se unía al plomo, creando una mezcla única. Esta mezcla se calentaba para que el plomo se fundiera y se separara del cobre, arrastrando consigo la plata ligada. El plomo, rico en plata, se trataba entonces con un flujo de aire oxidante para separar la plata. Los historiadores han comparado el método Hai-Fuki-Ho con el método europeo medieval de fundición de plata.

## Historia
La mención más antigua al proceso data del 13 de junio de 1503, cuando dos hombres llamados Kim Gambul (金甘佛) y Kim Geomdong (金儉同) hicieron una demostración ante el rey Yeonsangun de Joseon:

El hombre libre Kim Gambul y el siervo de la Oficina de Esclavos Kim Geomdong refinaron plata a partir de plomo y la ofrecieron, diciendo: ‘De un  geun de plomo se pueden obtener dos don de plata. Como el plomo se produce en nuestro país, se podría usar plata en abundancia. El método de refinado consiste en colocar ceniza fuerte alrededor dentro de un horno o caldero de hierro, llenar el interior con trozos cortados de plomo, cubrir todo con fragmentos de cerámica rota y después fundirlo con carbón encendido arriba y abajo’.”

Se transmitió la orden: “Que se pruebe.”
 Diario de Yeonsangun, vol. 49, año 9 de Yeonsan (1503), día gye-mi del 5º mes, tercer registro

El método se difundió posteriormente en la China Ming. Sin embargo, aunque Joseon fue el país que creó el método de separación plomo-plata, después de la restauración en el trono de Jungjong se restringió el desarrollo de minas de plata en todo el país, por lo que el método no se aprovechó plenamente. En consecuencia, el desarrollo de la economía monetaria en Joseon se retrasó.
En 1526, Kamiya Jutei, un rico comerciante de Hakata, fundó la mina de plata Iwami Ginzan en Ōda. Con el objetivo de aumentar la producción de plata, en 1533 introdujo en la mina un método coreano de refinado de plata, que se convirtió en el método Hai-Fuki-Ho. Dos técnicos coreanos, Keiju (慶寿; coreano: 경수; romanización revisada: Gyeongsu) y Sotan (宗丹; coreano: 종단; romanización revisada: Jongdan), fueron invitados a Japón para enseñar sus procesos. 
La plata de alta pureza producida mediante el método Hai-Fuki-Ho era muy codiciada por los comerciantes extranjeros. Además, el proceso permitía que las minas japonesas produjeran mayores cantidades de plata, ya que contaban con procesos de refinado más eficientes que sus competidores. Para el siglo XVI, las minas japonesas producían hasta un tercio de la plata mundial.
El método Hai-Fuki-Ho fue finalmente reemplazado por métodos más modernos de extracción de plata.